# Episodi di Younger (sesta stagione)
La sesta stagione della serie televisiva Younger, composta da 12 episodi, è stata trasmessa negli Stati Uniti dal 12 giugno al 4 settembre 2019 sul canale via cavo TV Land.
In Italia, la stagione è inedita.
| nº | Titolo originale                | Titolo italiano | Prima TV USA     | Prima TV Italia |
| -- | ------------------------------- | --------------- | ---------------- | --------------- |
| 1  | Big Day                         |                 | 12 giugno 2019   |                 |
| 2  | Flush With Love                 |                 | 19 giugno 2019   |                 |
| 3  | The Unusual Suspect             |                 | 26 giugno 2019   |                 |
| 4  | An Inside Glob                  |                 | 10 luglio 2019   |                 |
| 5  | Stiff Competition               |                 | 17 luglio 2019   |                 |
| 6  | Merger, She Wrote               |                 | 24 luglio 2019   |                 |
| 7  | Friends with Benefits           |                 | 31 luglio 2019   |                 |
| 8  | The Debu-taunt                  |                 | 7 luglio 2019    |                 |
| 9  | Millennial's Next Top Model     |                 | 14 agosto 2019   |                 |
| 10 | It's All About the Money, Honey |                 | 21 agosto 2019   |                 |
| 11 | Holding Out For A SHero         |                 | 28 agosto 2019   |                 |
| 12 | Forever                         |                 | 4 settembre 2019 |                 |